# Неом
28°00′23″ пн. ш. 35°12′09″ сх. д. / 28.006388888889° пн. ш. 35.2025° сх. д.
Неом (араб. نيوم Niyūm) — місто, що будується в провінції Табук на північному заході Саудівської Аравії поблизу Червоного моря площею 26 500 км², простягається на 170 км уздовж узбережжя Червоного моря.
Проєкт локалізовано в Табук, Саудівська Аравія поблизу прикордонного регіону Саудівська Аравія та Єгипту.
Вартість проєкту оцінюється в 1,5  трл. дол США
Місто було оголошено 24 жовтня 2017 р. саудівським кронпринцем Мухаммед ібн Салман на конференції майбутніх інвестиційних ініціатив в Ер-Ріяді.
Планується, що місто буде використовувати технології розумного міста та функціонувати як туристичний центр.
Саудівська Аравія мала намір завершити основні частини проєкту до 2020 року, а розширення завершити у 2025 році, але це відстає від графіка.

Відповідно до звіту The Economist за 2022 рік, наразі було побудовано лише дві будівлі, і більша частина території проєкту залишається пустелею.

## Складові

### The Line
У січні 2021 року проєкт оприлюднив плани The Line, лінійного міста завдовжки 170 км і 200 м завширшки в районі Неом.
Тут планується розмістити 9 мільйонів жителів без звичайних автомобілів, з усіма основними послугами в 5 хвилинах ходьби.

У липні 2022 року дизайн проєкту Neom, The Line, був додатково змінений.
Замість того, щоб будувати місто, що складається з кількох будівель на лінійному плані, воно буде об'єднано в одну гігантську споруду заввишки 500 м, 200 м завширшки та 170 км завдовжки.